# Соснино (Архангельская область)
Соснино — деревня в Холмогорском районе Архангельской области.

## География
Находится в центральной части Архангельской области на расстоянии приблизительно 32 км на запад-северо-запад по прямой от районного центра села Холмогоры на левом берегу речки Кехта.

## История
В 1859 году здесь (тогда деревня Архангельского уезда Архангельской губернии) было учтено 14 дворов, в 1905 — 25. До 2022 года входила в Кехотское сельское поселение до его упразднения.

## Население
Численность населения: 75 человек (1859 год), 129 (1905), 17 (русские 100 %) в 2002 году, 13 в 2010.